# Paurophylla
Paurophylla là một chi bướm đêm thuộc họ Erebidae.

## Loài
- Paurophylla aleuropasta Turner, 1902